# CBBC
CBBC is het kinderblok van de BBC voor kinderen van boven de zes jaar. De naam is een samentrekking van de vorige benaming "Children's BBC". CBeebies is de naam voor de kinderprogramma's voor de kinderen van onder de zes jaar. De programma's van de CBBC worden op verschillende Britse kanalen uitgezonden: BBC One, BBC Two en het CBBC-kanaal. CBBC wordt ook uitgezonden op BBC Three
Op 15 maart 2023 verandert het logo van CBBC, samen met CBeebies

## Programma's

### 0-9
- 50/50
- 64 Zoo Lane

### A
- Ace Lightning
- Ace Ventura: Pet Detective
- ACTIV-8
- Adam's Family Tree
- The Addams Family
- Adventure Florida
- The Adventures of Blinky Bill
- The Adventures of McGee and Me
- The Adventures of Shirley Holmes
- Adventures of Superman
- Against All Odds
- Agent Z and the Penguin from Mars
- Aladdin
- Alienators: Evolution Continues
- All or Nothing
- Albert the Fifth Musketeer
- Alvin and the Chipmunks
- Alfonso Bonzo
- The All-New Popeye Hour
- Andy Pandy
- Angelmouse
- The Angry Beavers
- Animalia
- The Animals of Farthing Wood
- Animorphs
- Aquila
- Around the World with Willy Fog
- The Artbox Bunch
- Astroboy (2004–2006)
- Atlantis High
- Attack of the Killer Tomatoes: The Animated Series

### B
- Babar
- Bad Boyes
- Bad Penny
- Bagpuss
- Bailey Kipper's P.O.V.
- Balamory
- BAMZOOKi
- The Banana Splits
- Bananaman
- The Bancey Hamster
- Barmy Aunt Boomerang
- Barney
- Basil Brush
- Basil's Swap Shop
- Batfink
- The Batman
- Battle of the Planets
- BB3B
- Bear Behaving Badly
- Beat the Boss
- Becky and Barnaby Bear
- Belfry Witches
- Belle and Sebastian
- Bertha
- Best of Friends
- Big Cook, Little Cook
- Big Kids
- Bill and Ben
- Billy Webb's Amazing Stories
- Binka
- The Biskitts
- Bits and Bobs
- Bitsa
- The Biz
- Bluebirds
- Blue Peter
- Bob the Builder
- Bobinogs
- Bodger and Badger
- Boo!
- Boogie Beebies
- Bosco
- The Boot Street Band
- The Borrowers
- Brain-Jitsu
- Bravestarr
- Breadwinners
- Bright Sparks
- Brum
- Bruno the Kid
- Bring It On
- The Brollys
- Bucky O'Hare and the Toad Wars
- Bump
- Bump in the Night
- The Busy World of Richard Scarry
- Byker Grove (1989–2006)

### C
- Camberwick Green
- Camp Lazlo
- Captain Abercromby
- Captain Caveman and the Teen Angels
- Captain Pugwash
- Carrie and David's Popshop
- Cartoon Critters
- CatDog
- Cats' Eyes
- Cavegirl
- Century Falls
- The Charlie Brown and Snoopy Show
- Charlie Chalk
- Charlie and Lola
- Fame Academy
- Children of Fire Mountain
- The Children of Green Knowe
- Chip n' Dale Rescue Rangers
- Chipmunks Go to the Movies
- Christopher Crocodile
- ChuckleVision
- Chucklewood Critters
- Chute!
- Clarissa Explains It All
- Clifford the Big Red Dog
- Clutter Nutters
- Conan the Adventurer
- Come Outside
- Cow and Chicken
- The Cramp Twins
- Crystal Tipps and Alistair
- Crush
- The Crust
- Cuckoo Land
- Cyberchase

### D
- Dance Factory
- DangerMouse
- Dark Season
- Dastardly and Muttley in Their Flying Machines
- Dear Mr Barker
- Defenders of the Earth
- The Demon Headmaster (voormalig programma)
- Dennis the Menace
- Desperados
- Dick and Dom in da Bungalow (2002–2006)
- Dilly the Dinosaur
- Dino Babies
- Dinosapien
- DIY TV
- Dizzy Heights
- Dogtanian and the Three Muskehounds
- Dooby's Duck Disco Bus
- Doodle Do
- Do Something Different
- Droopy, Master Detective
- Dungeons & Dragons

### E
- Earthfasts
- Eek! The Cat
- Eggs 'n' Baker
- Elidor
- Eliot Kid
- Ernie's Incredible Illucinations
- Escape from Jupiter
- Escape from scorpion island
- Ethelbert the Tiger
- Eureka TV (voormalig programma)
- Evacuation
- Even Stevens

### F
- Fab Lab
- Fairly Odd Parents
- The Family Ness
- Fantastic Max
- Feather Boy
- Felix the Cat
- Fiddley Foodle Bird
- Fievel's American Tails
- Fimbles
- Finley the Fire Engine
- Fireman Sam
- Five Children and It
- Flash Gordon
- Flint the Time Detective
- The Flintstones
- The Flumps
- Forget Me Not Farm
- Freefonix
- Free Willy
- Friends and Heroes
- Fudge
- The Funky Phantom
- Funnybones
- The Further Adventures of SuperTed

### G
- Gadget Boy & Heather
- Galaxy Goof-Ups
- Galidor: Defenders of the Outer Dimension
- Galloping Galaxies!
- Gentle Ben
- The Genie From Down Under
- Get 100
- Get Squiggling
- Get Your Own Back
- The Ghost Hunter (2000–2002)
- Ghostwriter
- Gina's Laughing Gear
- The Girl from Tomorrow
- The Girl from Tomorrow Part II: Tomorrow's End
- Glad Rags
- Godzilla: The Series
- The Godzilla Power Hour
- Going Live (1987–1993)
- Goosebumps
- Goober and the Ghost Chasers
- Gordon the Garden Gnome
- Gran
- Grange Hill
- Gravedale High
- Greenclaws (1988–1992)
- Gruey

### H
- Hangar 17
- Happy Birthday
- Happy Families
- Hartbeat
- Harvey Beaks
- Heathcliff
- Hedz
- Help!... It's the Hair Bear Bunch!
- Help! Teach is Coming to Stay
- Henry's Cat
- Hero to Zero (voormalig programma)
- Hider in the House
- Higgledy House
- Highlander: The Animated Series
- Histeria!
- Hollywood 7
- Home Farm Twins
- The House Of Gristle
- Horrible Histories (van de gelijknamige boekenreeks van Terry Deary. in Nederland bekend als Waanzinnig om te weten.
- How Do You Do?
- Hububb

### I
- I Am Weasel
- I Dream
- I Hate This House
- I Love Mummy
- Invader Zim
- Incredible Games
- The Incredible Hulk
- The Infinite Quest
- Insides Out
- Intergalactic Kitchen
- In the Night Garden
- Iron Man
- It'll Never Work
- Itsy Bitsy Spider
- Iznogoud

### J
- Jackanory
- Jackie Chan Adventures
- Jakers! The Adventures of Piggley Winks
- James the Cat
- Jana of the Jungle
- Jeopardy!
- The Jetsons
- Jimbo and the Jet Set
- Johnson and Friends
- Jonny Briggs
- Joshua Jones
- The Journey of Allen Strange
- Julia Jekyll and Harriet Hyde
- Juniper Jungle
- Just So Stories
- Just William

### K
- Kenan & Kel
- Kerching!
- Kevin and Co
- Kevin's Cousins
- King Rollo
- Kissyfur
- The Koala Brothers
- The Krankies Elektronik Komik
- Krypto the Superdog

### L
- L.A. 7
- The Lampies
- Lassie
- Laurel and Hardy
- LazyTown
- The Legend of Prince Valiant
- Legend of the Dragon
- The Legend of the Silver Shadow
- The Legend of Tim Tyler
- Level Up
- The Likeaballs
- Lilly the Witch
- The Littl' Bits
- Littlest Pet Shop
- Little Bear
- Little Mouse on the Prairie
- Little Monsters
- Little Red Tractor
- Little Robots
- Live & Kicking (1993–2001)
- Living It
- Lizzie McGuire
- Lockie Leonard
- Look and Read
- Look Sharp
- Looney Tunes
- Louie
- Lunar Jim

### M
- Maddigan's Quest (ended)
- The Magic Key
- The Magic Roundabout
- Maid Marian and her Merry Men
- Mama Mirabelle's Home Movies
- Marlene Marlowe Investigates
- The Marvel Action Hour
- The Mask: The Animated Series
- Mary Mungo & Midge
- merlin
- MetalHeads
- Melvin And Maureen's Music A Grams
- Me Too!
- Miami 7
- Microscopic Milton
- Microsoap
- M.I.High
- Mister Maker
- Maya and Miguel
- Mighty Max
- Mighty Mouse: The New Adventures
- Mighty Truck of Stuff
- Muffin the Mule
- Multi-Coloured Swap Shop (1976–1982)
- Model Millie
- Moomins
- Moondial
- Mona the Vampire
- Monster Café
- Monster Rancher
- Mortimer and Arabel
- Morris Minor's Marvellous Motors
- The Movie Game
- Mr. Benn
- Mr. Men
- Mr. Wymi
- Multi-Coloured Swap Shop
- The Mummy: The Animated Series
- Muppet Babies
- Mud
- MySay
- The Mysterious Cities of Gold
- The Mysti Show

### N
- Nelly Nut: Live
- Newsround
- The New Adventures of Speed Racer
- The New Woody Woodpecker Show
- The New Yogi Bear Show
- The New Adventures of Zorro
- The Next Big Thing
- Nina and the Neurons
- Ninja Turtles: The Next Mutation
- No Sweat
- Het eiland van Noah (1997–1999)
- Noah and Nelly in... SkylArk
- Noah and Saskia (voormalig programma)
- Noddy
- Numberjacks

### O
- Oakie Doke
- Ocean Girl
- Ocean Star
- Odd Squad
- Only in America
- Orville and Cuddles
- Oscar Charlie
- Oscar's Orchestra
- Our Planet
- Out of Tune
- Out There
- Over the Moon
- Ovide and the Gang

### P
- Pablo the Little Red Fox
- Paddington Browm
- Parallax
- Patrick's Planet
- Paw Paws
- The Pebbles and Bamm-Bamm Show
- Pedro and Frankensheep
- Penny Crayon
- Peter Pan and the Pirates
- Phantom 2040
- Philbert Frog
- The Phoenix and the Carpet
- Pigeon Street
- Pig Heart Boy
- The Pink Panther Show
- Pinky Dinky Doo
- The Pirates of Dark Water
- Pingu
- Pitt & Kantrop
- Planet Cook
- Playdays
- Pocket Dragon Adventures
- The Poddington Peas
- Pole Position
- Popeye
- Popeye and Son
- Postman Pat
- Prince of Atlantis
- Potsworth and Company
- Powers
- Prank Patrol
- Puppydog Tales
- The Puppy's Further Adventures
- Pedro And Frankensheep

### Q
- The Queen's Nose

### R
- The Raccoons
- Radio Roo
- Radio Studio Compise
- Raven
- Raven: The Island
- Raven: The Secret Temple
- Razzledazzle
- The Real Adventures of Jonny Quest
- The Really Wild Show (1985–2006)
- Record Breakers
- The Return of the Psammead
- Return to Jupiter
- The Revenge Files of Alistair Fury
- Roar
- Rocko's Modern Life
- The Rocky and Bullwinkle Show
- Roland Rat
- The Roly Mo Show
- Roobarb
- The Roman Mysteries
- Roswell Conspiracies
- Rotten Ralph
- Round the Twist
- Rubbadubbers
- Rude Dog and the Dweebs
- Rugrats
- Rule The School
- Run the Risk

### S
- Saban's Adventures of Pinocchio
- The Sarah Jane Adventures
- Sanjay and Craig
- The Saturday Show (voormalig programma)
- Saturday Superstore (1982–1987)
- Scooby-Doo
- Secret Life of Toys
- The Secret Show
- Secret Squirrel
- See It Saw It
- Serious Amazon
- Serious Andes
- Serious Arctic
- Serious Desert
- Serious Jungle
- Shaun the Sheep
- The Shiny Show
- Shoebox Zoo
- Short Change
- Sick as a Parrot
- Silver Surfer
- Simon and the Witch
- Skippy
- Skunk Fu
- The Slammer
- Small Talk Diaries+
- SMart
- SMarteenies
- Smart Guy
- The Smoggies
- The Smokehouse
- De smurfen
- Snorks
- So Little Time
- Something Special
- The Sorcerer's Apprentice
- Sorry, I've Got No Head
- Space Pirates
- Space Vets
- Spider
- Spider-Man and His Amazing Friends
- Spider-Man
- The Spooktacular New Adventures of Casper
- Sportsround
- Spot the Dog
- The Stables
- Stake out
- Star Trek: The Animated Series
- Star Wars: Droids
- Star Wars: Ewoks
- Step Inside
- Stoppit and Tidyup
- Stig of the Dump
- Stingray
- Stitch Up!
- The Story of Tracy Beaker
- Story Makers
- Stuart Little: The Animated Series
- Stupid!
- Sub Zero (ended)
- Summerhill
- Superted
- Superbods
- Super Duper Sumos
- Suspect
- SWAT Kats: The Radical Squadron
- Sweet Valley High

### T
- Take a Bow
- Tales Of The Tooth Fairies
- Taz-Mania
- Teddy Trucks
- TeleQuest
- Teletubbies
- Teenage Mutant Hero Turtles
- That's Genius! (Voormalig programma)
- There's A Viking In My Bed
- The Mouse Factory
- Thunderbirds
- ThunderCats
- Tikkabilla
- Time Busters
- Time Warp Trio
- TMi
- Toddworld
- To Me, To You!
- Tom and Jerry
- Tommy Zoom
- Toonatics
- Top Cat
- Top of the Pops Reloaded
- Totally Doctor Who
- Tots TV
- Touché Turtle and Dum Dum
- Towser
- Toxic Crusaders
- Trading Places
- Trapped!
- Travel Bug
- Tricky Business
- Trollz
- Trumpton
- Tweenies
- Two of a Kind

### U
- UBOS
- UGetme
- UK Top 40
- UKool
- Ulysses 31
- Uncle Jack
- Uncle Max
- Underground Ernie

### V
- Visionaries: Knights of the Magical Light
- Viva S Club

### W
- Wacky Races
- Walking the Dog
- Wallace & Gromit
- Watt on Earth
- Watch My Chops
- The Wayne Manifesto
- We Are the Champions
- What's New, Scooby Doo?
- Whizz Whizz Bang Bang
- Why Don't You
- Why 5
- W.I.T.C.H.
- The Wild Thornberrys
- The Wild House
- Wild Tales
- William's Wish Wellingtons
- Willo the Wisp
- Wizbit
- The Wombles
- Wonderful World of Weird
- Woody Woodpecker

### X
- Xchange (2002–2006)
- X-Men
- X-perimental

### Y
- Yo Yogi!
- Yo! Diary
- Yogi's Space Race
- Yogi's Treasure Hunt
- Yoho Ahoy
- Young Dracula
- Yvon of the Yukon

### Z
- Zombie Hotel